# Michael Williams (Politiker)
Michael Jay Williams (* 16. Oktober 1929) ist ein Politiker aus Trinidad und Tobago. Er war vom 12. Januar 1987 bis zum 12. März 1990 Präsident der zweiten Kammer des Parlaments, des Senats.

## Karriere
Williams war Mitglied der Partei National Alliance for Reconstruction (NAR), die von 1986 bis 1991 die trinidadische Regierung stellte. Er war Mitglied des Senats und wurde von Premierminister A. N. R. Robinson zum Senatspräsidenten ernannt. Als solcher hatte er auch die Position des stellvertretenden Präsidenten des Landes inne.